# Melissourgoí
Melissourgoí är en ort i Grekland.   Den ligger i prefekturen Nomós Ártas och regionen Epirus, i den centrala delen av landet, 280 km nordväst om huvudstaden Aten. Melissourgoí ligger 866 meter över havet och antalet invånare är 593.
Terrängen runt Melissourgoí är bergig söderut, men norrut är den kuperad. Runt Melissourgoí är det glesbefolkat, med 15 invånare per kvadratkilometer. Närmaste större samhälle är Prámanta, 4,1 km väster om Melissourgoí. Trakten runt Melissourgoí består till största delen av jordbruksmark.